# Carnaúba

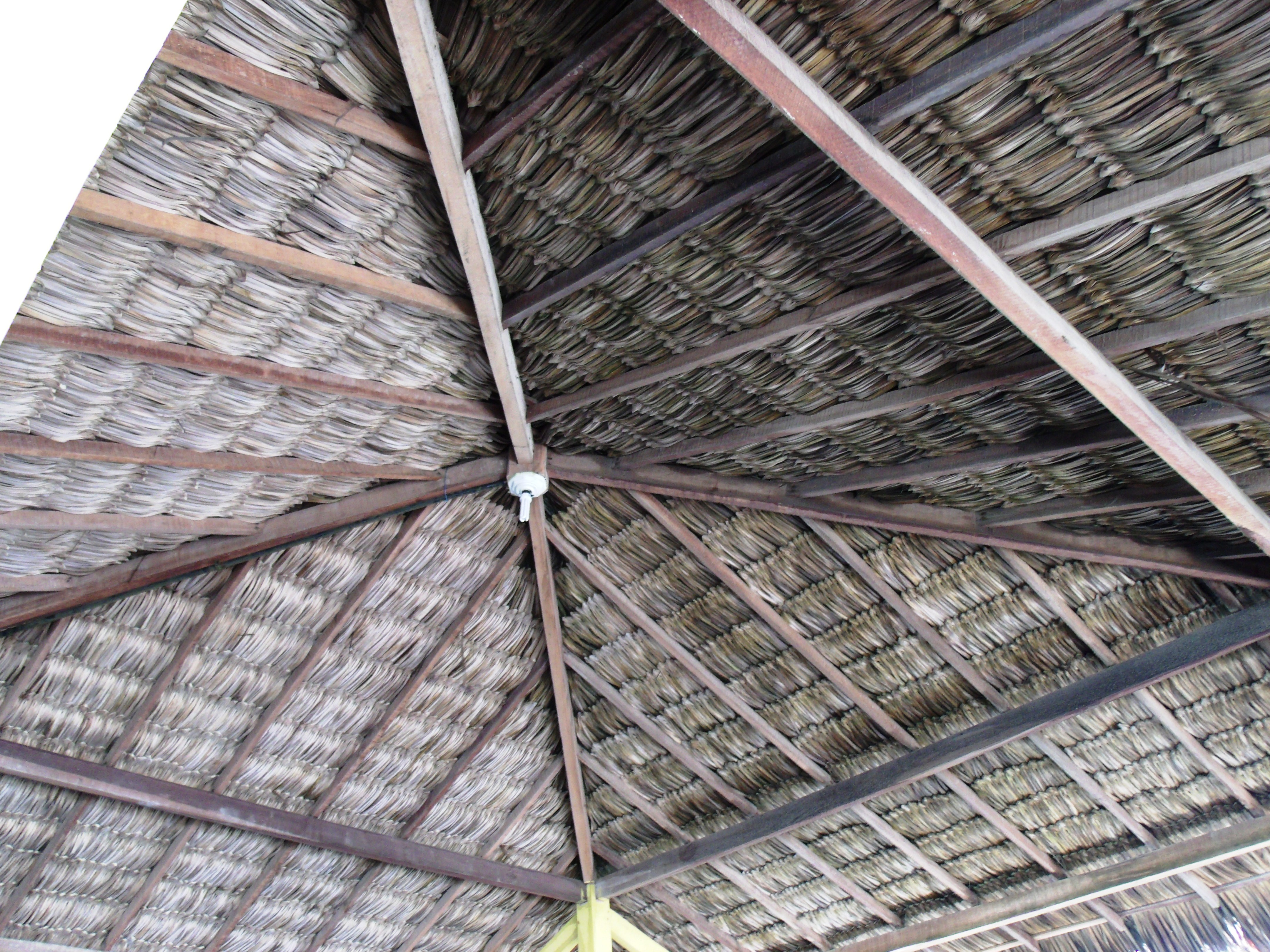
Vista interna de uma cobertura com palha de carnaúba

A carnaúba (Copernicia prunifera), também chamada carnaubeira e carnaíba, é uma palmeira, da família Arecaceae, endêmica do semiárido da Região Nordeste do Brasil. É a árvore-símbolo do Estado do Ceará e do Estado do Piauí, conhecida como "árvore da vida", pois oferece uma infinidade de usos ao homem. Como exemplos, as raízes têm uso medicinal como eficiente diurético e antivenéreo; os frutos são um rico nutriente para a ração animal; o tronco é madeira de qualidade para construções; as palhas servem para a produção artesanal, adubação do solo e extração de cera (cera de carnaúba), um insumo valioso que entra na composição de diversos produtos industriais, tais como cosméticos, cápsulas de remédios, componentes eletrônicos, produtos alimentícios, ceras polidoras, revestimentos e produtos como lubrificantes.

## Etimologia
"Carnaúba" e "carnaíba" provêm do tupi karana'iwa, "árvore do caraná".

## Descrição

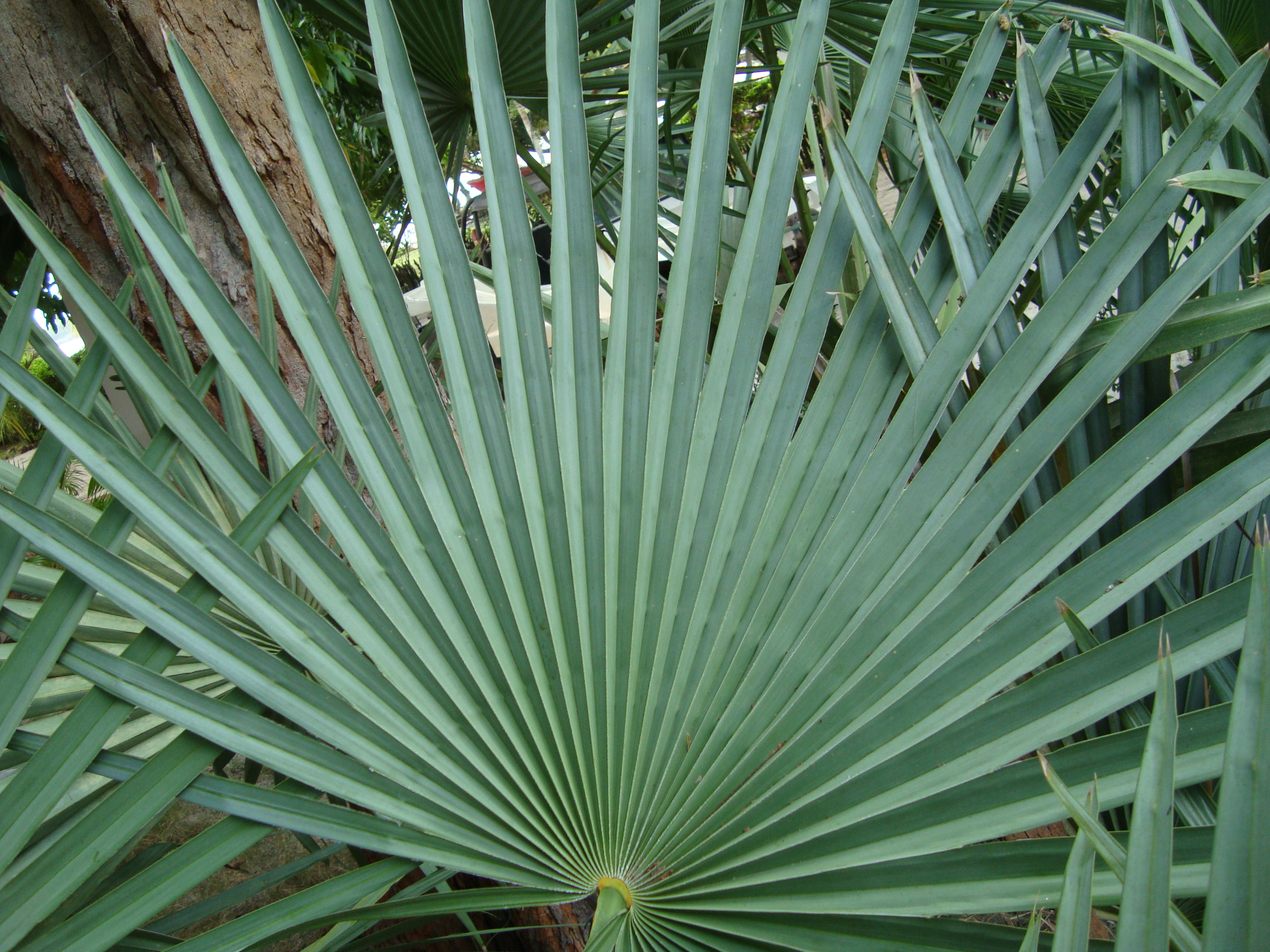
Fronde da carnaubeira

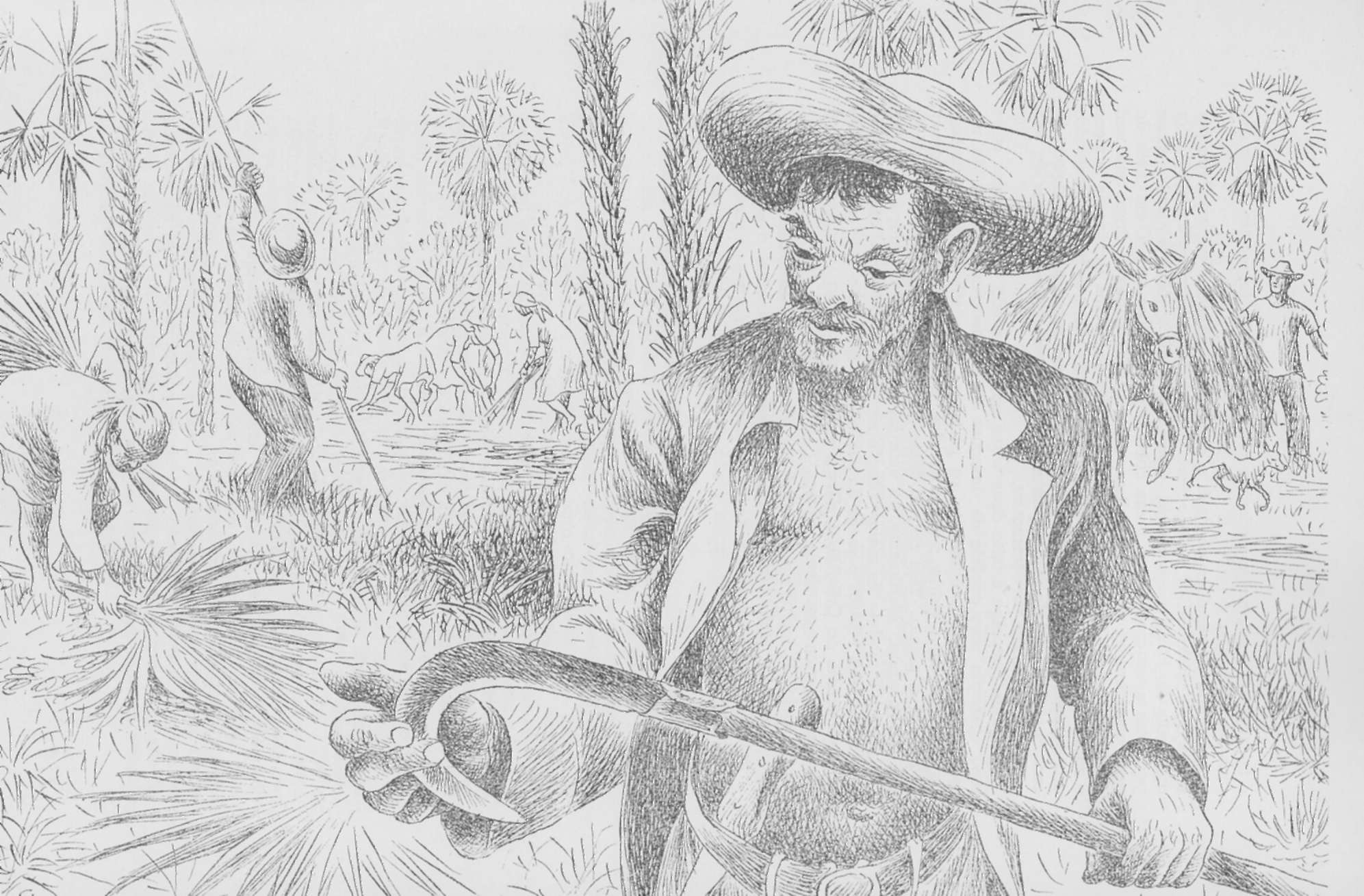
Ferramenta para colheita de folhas de carnaúba

Seu desenvolvimento máximo ocorre por volta de 50 anos, podendo atingir entre 9 a 12 metros de altura, podendo excepcionalmente atingir 15 m.
Por tratar-se de uma planta adaptada ao clima semiárido, a carnaúba oferece grandes possibilidades de uso em atividades econômicas mesmo durante o período de estiagem, tratando-se, portanto, de importante alternativa na composição da renda familiar das comunidades rurais.
Os carnaubais formam florestas que têm predominância nas planícies aluviais dos principais rios do Ceará, Piauí e Maranhão, cumprindo importantes funções para a manutenção do equilíbrio ecológico da região, como a conservação dos solos, fauna, cursos d'água e mananciais hídricos.
Nas últimas décadas, em virtude da desvalorização dos preços da cera vegetal, a carnaúba voltou a ser alvo de desmatamentos para a introdução de outras atividades produtivas, como a agricultura irrigada e a criação de camarão.

## A cera da carnaúba

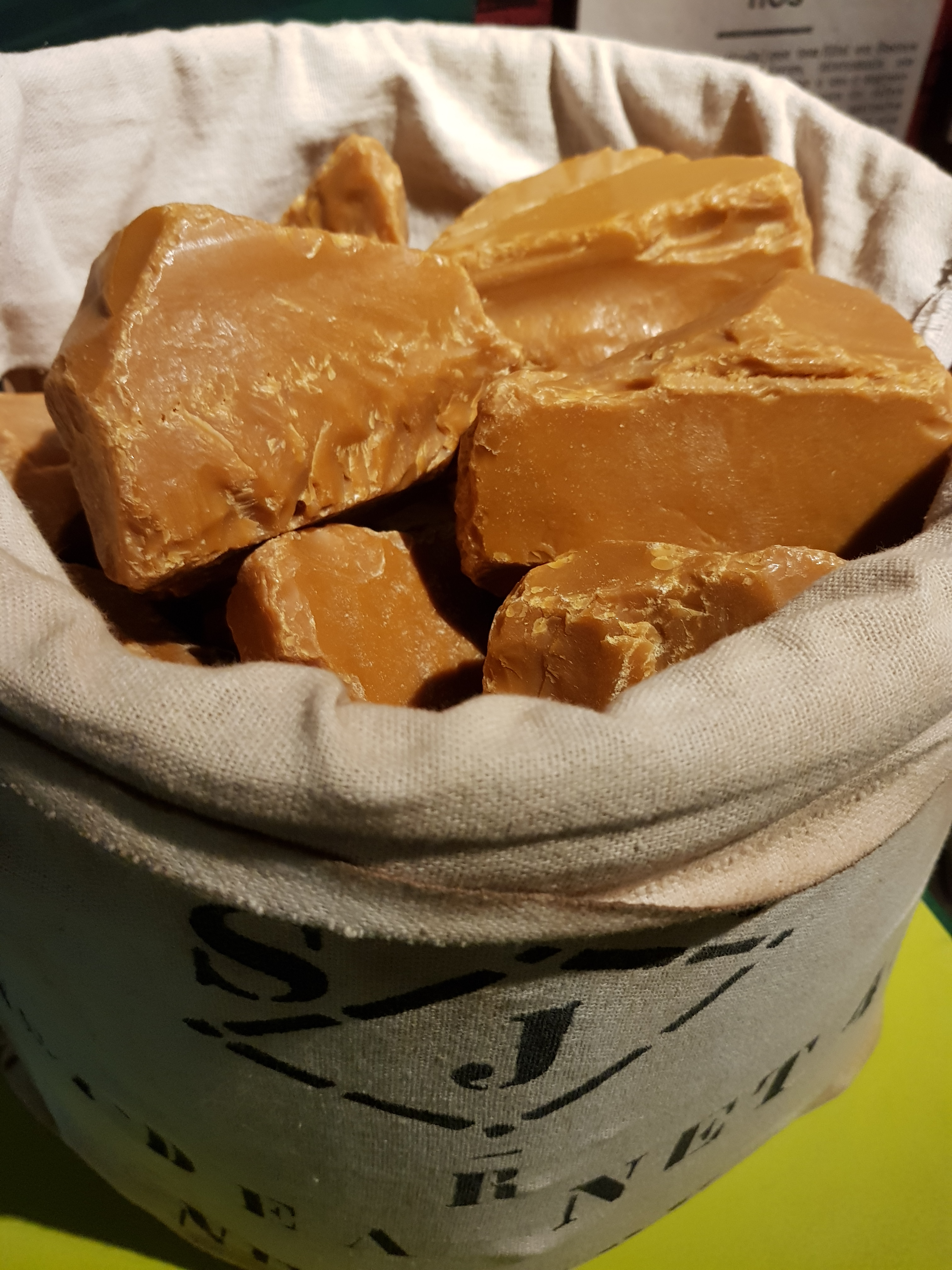
Cera de carnaúba em exposição no Museu da Indústria, em Fortaleza

A cera de carnaúba é um produto usado em um grande número de indústrias. Popularmente conhecida como "rainha das ceras", a cera de carnaúba tem um ponto de derretimento muito maior que outras (78°C), além de ser extremamente dura. Isso faz com que seja ideal para criar coberturas extremamente fortes para pisos, automóveis, entre outras coisas. Adicionalmente, a cera de carnaúba aparece em doces, polimentos, vernizes, produtos cosméticos e em muitos outros lugares.
Ela também não é facilmente solúvel. A água não pode romper uma camada de cera de carnaúba, apenas outros solventes o podem fazer, geralmente em combinação com calor. Isso significa que o material possui alta durabilidade, tornando inclusive uma superfície um tanto ou quanto resistente à água. Muitos surfistas, por exemplo, usam cera para suas pranchas que contém carnaúba. Também é usada como cobertura de pratos de papel, fio dental e uma alternativa para gelatina vegetariana. Na indústria farmacêutica, aparece como cobertura de tabletes e em um grande número de embalagens de alimentos. Ao contrário de muitas outras ceras, o acabamento com cera de carnaúba não se desfaz com o tempo, apenas fica opaco. Apesar de a cera de carnaúba ter sido substituída em grande parte por sintéticos, ainda é um produto muito usado em muitas partes do mundo. Também é muito usada em cera de carros.
A cera de carnaúba é utilizada, ainda, na conservação de frutas. Ela é dissolvida com água e outros ingredientes e aplicada sobre as frutas, formando uma película protetora que impede a ação oxidante do oxigênio e evita a perda de líquido com a evaporação. Estudos demonstram que a aplicação dessa proteção em tomates, mangas, e tantas outras frutas pode prolongar o seu viço quase o dobro do tempo de uma fruta que não recebeu essa aplicação.

## Bagana
Bagana é a palha resultante da extração da cera da folha da carnaúba. A cera tem diversas aplicações industriais, e é também exportada. A palha pode ser aproveitada para fins agrícolas em compostagem ou como cobertura morta, para ajudar a conservar a umidade do solo. Além disso, pode ser usada como componente de ração para ovinos.

## Arquitetura
É uma fonte de materiais para uso arquitetônico, seja ele rústico ou requintado. A palha de carnaúba serve para cobertura de casas residenciais e/ou para pavilhões expositivos; o caule serve para enripamento, encaibramento e enforquilhamento.

## Artesanato
A palha da carnaúba também é muito utilizada para produzir peças artesanais como cestas, trançados, bolsas, chapéus e caixas. É apreciada por turistas que visitam a região, tornando-a importante fonte de renda da população local.
Um dos principais produtos acabados com uma conexão a esta cadeia produtiva do artesanato da carnaúba é a cachaça Ypioca, que tradicionalmente tem suas garrafas recobertas por um trançado da palha. As artesãs envolvidas tem uma renda significativa como resultado deste processo.

## Pecuária
A palha da carnaúba também é usada na alimentação dos animais. Estes, em tempo de escassez, comem as folhas (palhas) das carnaubeirinhas pequenas, chamadas pindoba.

## Símbolo heráldico
A carnaubeira é um símbolo heráldico muito comum nos estados do Piauí, Ceará e Rio Grande do Norte, estados onde a planta é abundante.

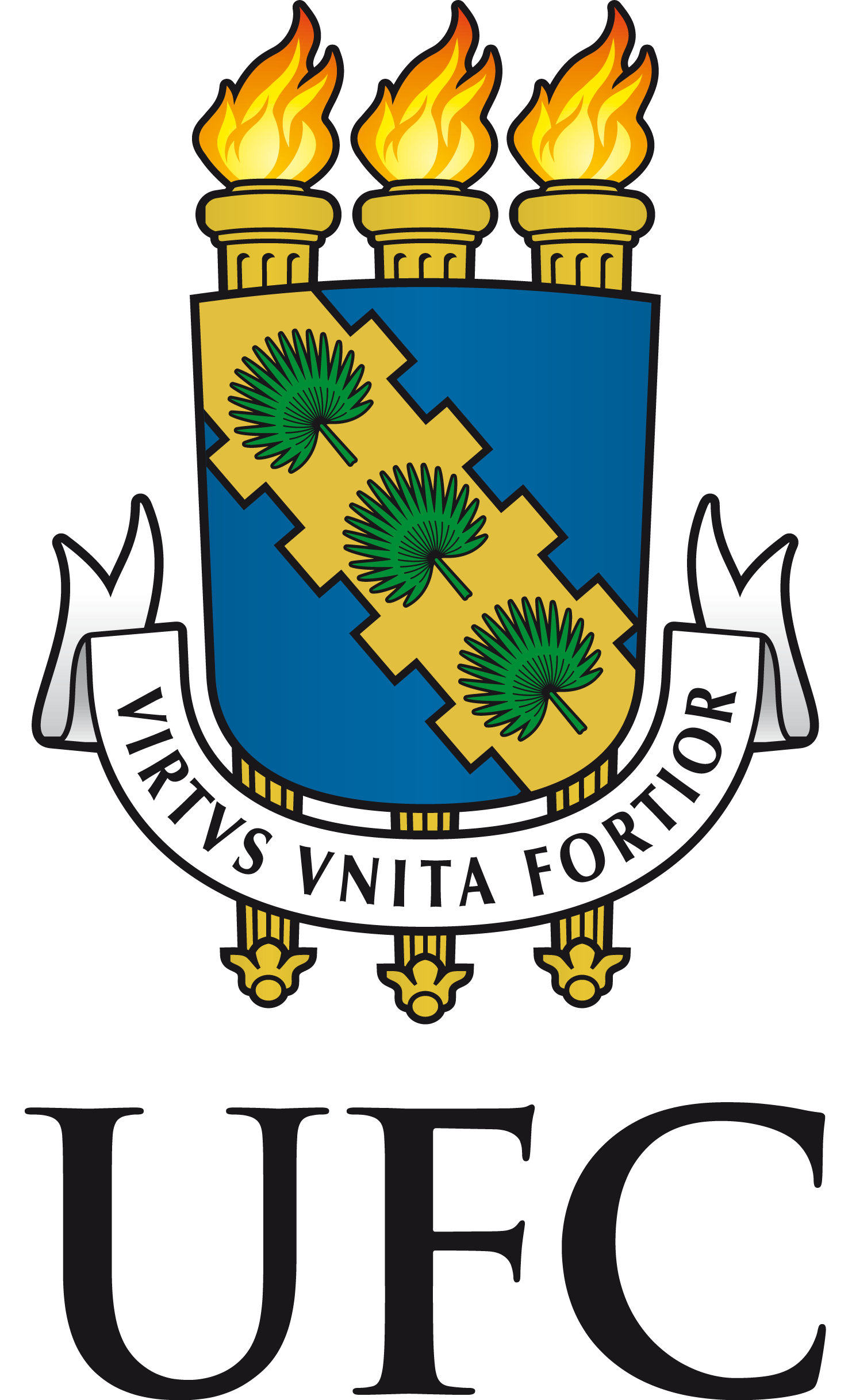
Palha de carnaúba compondo a heráldica do brasão da Universidade Federal do Ceará
Carnaubeira no brasão do Ceará
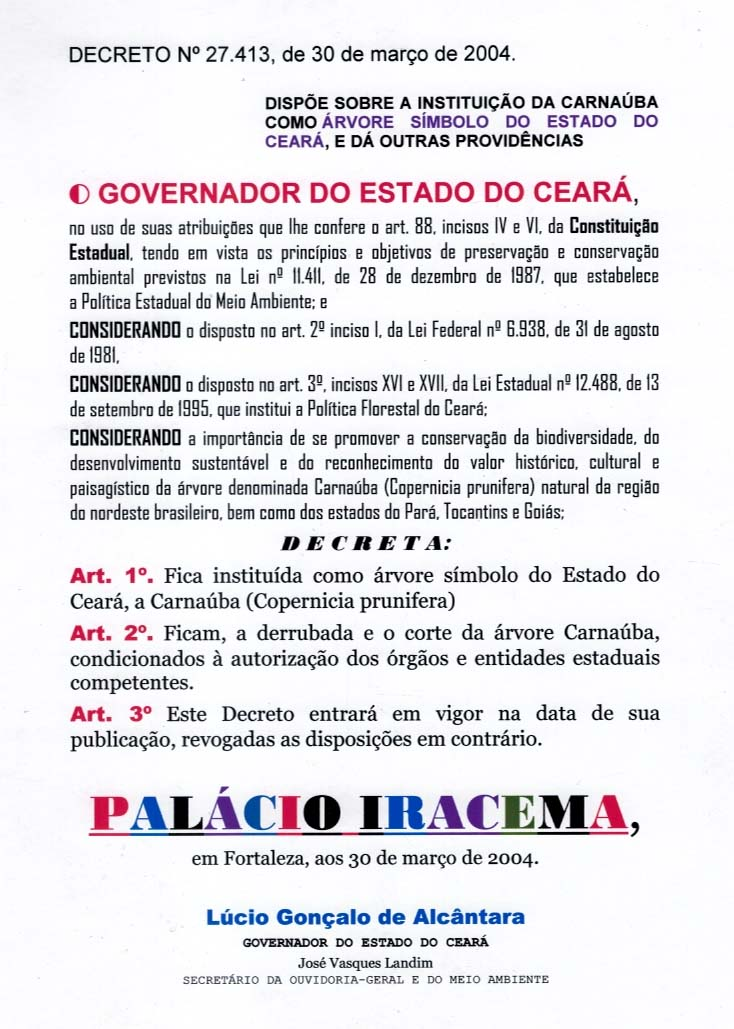
Réplica do decreto que oficializa a carnaúba como árvore símbolo do Ceará
Brasão do Piauí
Brasão do Rio Grande do Norte
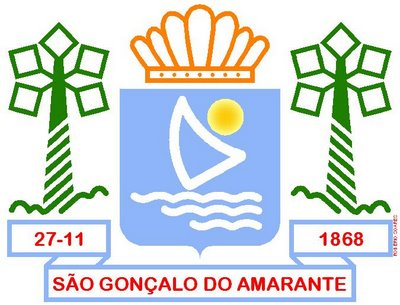
Brasão de São Gonçalo do Amarante, município do Ceará
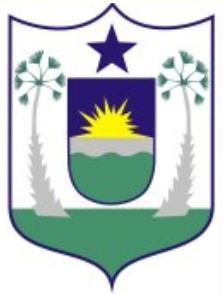
Brasão de Limoeiro do Norte, município do Ceará
Brasão de Acaraú, município do Ceará
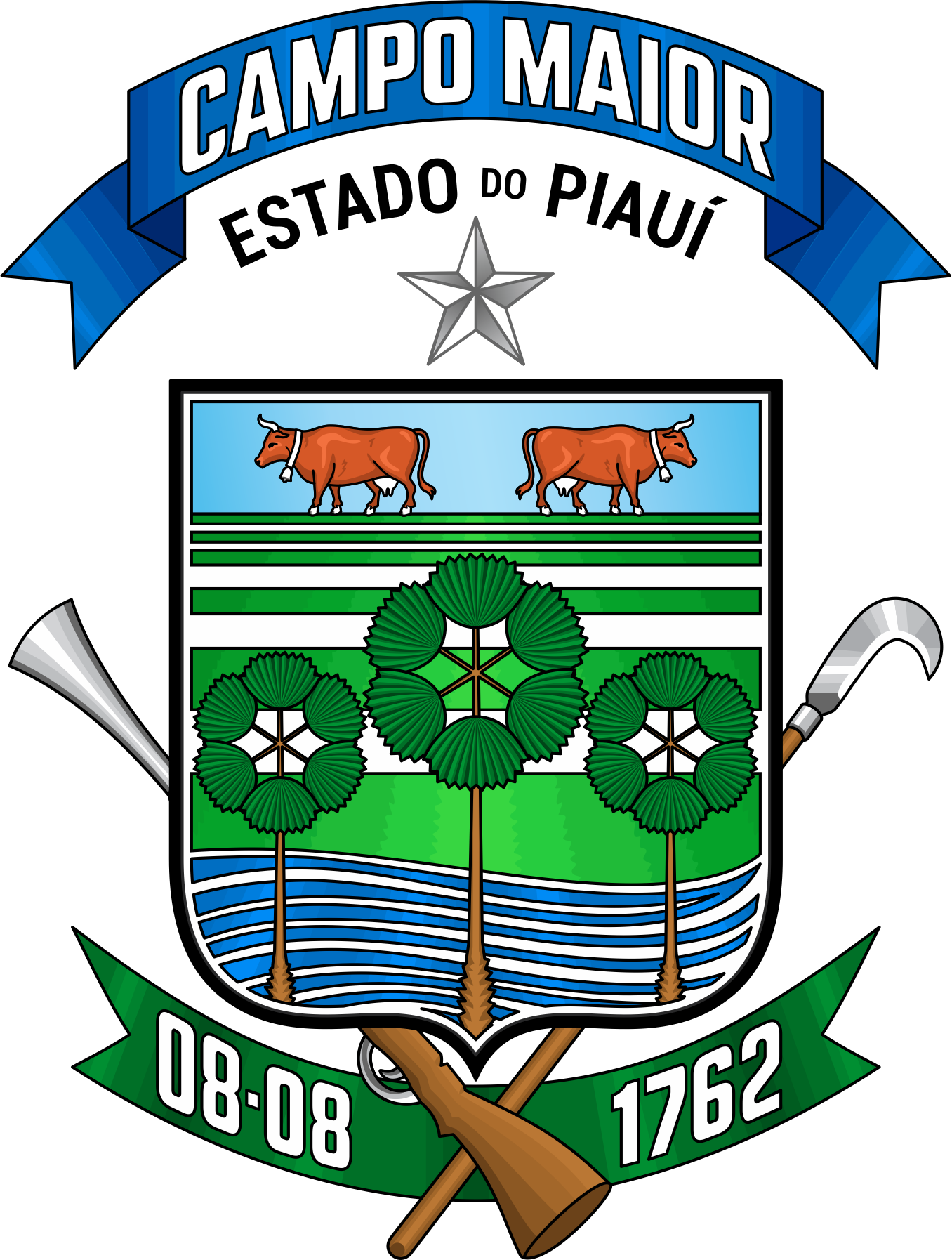
Brasão de Campo Maior, município do Piauí
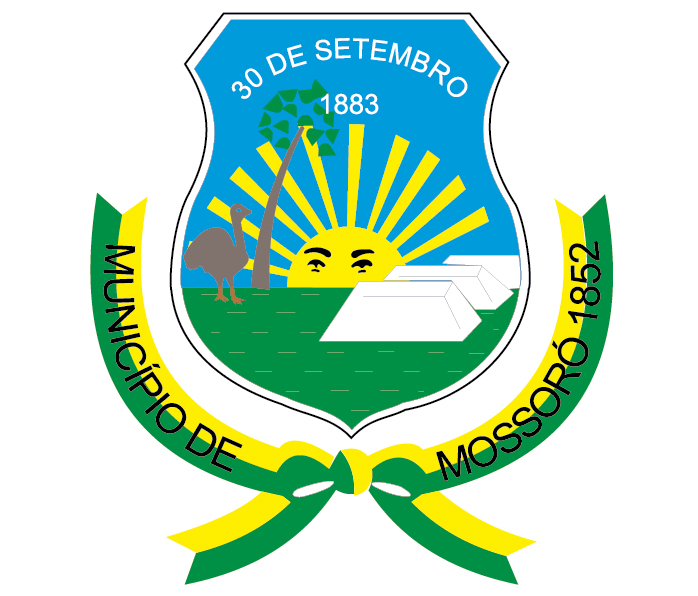
Brasão de Mossoró, município do Rio Grande do Norte
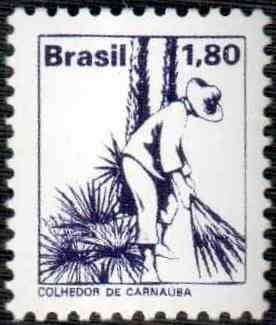
Em selo postal do Correio do Brasil em 1978.

## Árvore símbolo de regiões no Brasil
Por meio do Decreto n° 27.413 de 30 de março de 2004, o então governador, Lúcio Alcântara, instituiu a carnaúba como árvore símbolo do Ceará. A decisão foi tomada considerando a importância de promover a conservação da biodiversidade, do desenvolvimento sustentável e do reconhecimento do valor histórico, cultural e paisagístico da espécie. Além disso, em seu Art.2º, o dispositivo legal condiciona o corte da carnaúba à autorização dos órgãos e entidades estaduais competentes.

Letra de decreto governamental que oficializa a carnaúba como árvore símbolo do estado brasileiro do Piauí

No Piauí, por meio do decreto estadual nº 17.378, de 25 de setembro de 2017, assinado pelo governador Wellington Dias, após uma votação pública, oficializou a carnaúba como árvore símbolo do estado.. Também dá nome a um dos Territórios de Desenvolvimento do Piauí,  Carnaubais .